# Повест о опсади Лисабона
Повест о опсади Лисабона (порт. História do Cerco de Lisboa, 1989) роман је португалског Нобеловца Жозеа Сарамага.

## О књизи
Шта се догађа када се у историјске чињенице умешају тајне љубави?

Главни јунак овог романа схвата да се подаци из прошлости могу променити као што се може променити и његов дотад монотон самачки живот. Раимундо Силва, средовечни нежења, искусан је коректор који годинама марљиво обавља свој посао, све док изненада не одлучи да у једну историјску хронику коју лекторише намерно уметне реч „не“, која мења историјско тумачење ослобађања Лисабона у XII веку, прогона Мавара и оснивања Португалије. Уз ту свесну „исправку“, крсташи не помажу португалској војсци да освоји Лисабон, мада су њихово учешће и историјска улога у овом преломном догађају португалске историје неспорни. Издавач је уочио и исправио коректорову интервенцију и због његове добре репутације одлучио да му пружи још једну шансу, али се новој уредници Марији Сари ова субверзивна идеја толико допала да је предложила коректору да напише нови роман о опсади главног града Португалије. Коректор отпочиње романсу са уредницом истовремено кад и нову хронику о опсади Лисабона. Овај роман у роману послужиће Сарамагу да, с једне стране, покаже како житеље Португалије упркос давнашњој крвавој бици између крсташа и Мавара краси континуитет заједничког живота, ма које религије били, а с друге, да се поново наруга творцима два света, хришћанском богу и Алаху… 

## Оцене романа
„Сарамаго развија своју омиљену тему да је историја облик фикције, селективно преуређивање чињеница. Уз помоћ романескног поступка тока свести, барокног стила, дугих реченица и особеног правописа, ова хипнотичка прича је блистав водич кроз историју, језик и машту из пера једног од најзначајнијих писаца XX века.“ Publishers Weekly